# La Fugue de Bébé
La Fugue de Bébé è un cortometraggio muto del 1911 diretto da Louis Feuillade.

## Produzione
Il film fu prodotto dalla Société des Etablissements L. Gaumont

## Distribuzione
Distribuito dalla Société des Etablissements L. Gaumont, uscì nelle sale cinematografiche francesi nel giugno 1911. La Kleine Optical Company lo distribuì negli Stati Uniti il 3 ottobre dello stesso anno con il titolo Jimmie's Midnight Flight; nelle proiezioni, veniva programmato con il sistema dello split reel, accorpato in un'unica bobina con un altro cortometraggio, il documentario Ajaccio, the Birthplace of Napoleon.